# Jef Judels
Joseph (Jef) Judels (Amsterdam, 9 december 1871 – Bosvoorde, 12 maart 1942) was een Belgisch bariton/bas.
Hij was zoon van de Amsterdamse diamantslijper Eduard Judels en Betje Mathijsse. Hij trouwde in 1908 met de Amsterdamse zangeres Elizabeth Kamphuijzen, die bij de Vlaamse Opera zong.
Het gezin verhuisde in 1883/1884 naar Antwerpen. Hij kreeg zijn muziekopleiding aan het Conservatorium van Gent, maar zou zijn debuut in Amsterdam gemaakt hebben. In het seizoen 1895-1896 maakte hij een tournee door Zuid-Amerika, om van 1897 tot 1900 werkzaam te zijn aan de Vlaamse Opera. Hij was daarbij niet alleen zanger, maar ook regisseur. Van 1902 tot 1909 was hij samen met Bernard Tokkie directeur van het bijbehorende theater. Gedurende het seizoen 1914-1915 was hij werkzaam bij de opera in Amsterdam. Na de Eerste Wereldoorlog werd hij zangleraar aan de door Lodewijk Mortelmans opgerichte privémuziekschool in Antwerpen. In 1923 trad hij aan als adviseur bij de Vlaamse Opera aldaar, wederom een deelfunctie met Laurens Swolfs. Hij was ook betrokken bij het Nederlandsch Lyrisch Toneel, de voorloper van de Opera van Antwerpen.
Hij nam in Antwerpen als zanger veelvuldig deel aan (Belgische) premières van werken van (Belgische) componisten, stond bekend als uitstekend vertolker van werken van Peter Benoit en oratoria. Als recitalzanger waren zijn vertolkingen van liederen van Mortelmans geliefd. Na zijn actieve loopbaan bleef hij voor langere tijd zangleraar.